# Mount Vernon (Alabama)
Mount Vernon es un pueblo ubicado en el condado de Mobile en el estado estadounidense de Alabama. En el censo de 2000, su población era de 844.

## Demografía
En el 2000 la renta per cápita promedia del hogar era de $ 29.861$, y el ingreso promedio para una familia era de 36.786$. El ingreso per cápita para la localidad era de 12.551$. Los hombres tenían un ingreso per cápita de 30.347$ contra 18.750$ para las mujeres.

## Geografía
Mount Vernon está situado en 31°5′35″N 88°0′40″O / 31.09306, -88.01111 (31.093170, -88.011209)
Según la Oficina del Censo de los EE. UU., la ciudad tiene un área total de 0.82 millas cuadradas (2.11 km²).